# Nyctophilus howensis
Nyctophilus howensis је врста слепог миша из породице вечерњака (лат. Vespertilionidae).

## Распрострањење
Само Лорд Хау острво (енгл. Lord Howe Island), Аустралија.

## Станиште
Врста Nyctophilus howensis има станиште на копну.

## Угроженост
Ова врста је крајње угрожена и у великој опасности од изумирања.

### Популациони тренд
Популациони тренд је за ову врсту непознат.